# Сборная России по футболу 7×7
Сбо́рная Росси́и по футбо́лу 7×7 (существует с 1994 года) — национальная команда, представляющая Россию на международных соревнованиях по футболу среди лиц, больных церебральным параличом. Руководящая организация — Российская федерация футбола среди лиц ЦП. Наивысшим достижением сборной являются две золотые медали на Паралимпийских играх 2000 и 2012.

## Паралимпийские игры
С 1996 года россияне непременно завоевывали медали разных проб на Паралимпийских играх. Серебро в 1996 году в Атланте, золото в 2000 году в Сиднее, бронзу в 2004 году в Афинах, серебро в 2008 году в Пекине и золото в 2012 году в Лондоне.

### 2012
На Паралимпиаду 2012 сборная России квалифицировалась благодаря победе на чемпионате мира 2011 года. В групповом этапе сборная играла со сборными Ирана, Голландии и Аргентины и без труда вышла из группы в полуфинал, где встретилась со сборной Бразилии. Полуфинал завершился со счётом 3:1 в пользу сборной России. За золотые медали Паралимпиады россияне играли в финале против сборной Украины, одержав победу благодаря единственному голу на 44-й минуте, забитому Эдуардом Рамоновым. В последние 10 минут матча вратарь Владислав Рарецкий не позволил Украине сравнять счёт и помог команде выиграть вторую золотую медаль Паралимпиады в истории.

## Состав сборной
Официальная заявка на Чемпионат мира по футболу (по 7 человек) 2015
- Легенда
- Вратари
- Защитники
- Полузащитники
- Нападающие

| №  | Поз. | Игрок              | Класс | д.р.                     | Игр | Голов | Клуб        |
| -- | ---- | ------------------ | ----- | ------------------------ | --- | ----- | ----------- |
| 3  | Н    | Асланбек Сапиев    | FT7   | 27 марта 1993 (32 года)  | ?   | ?     | Владикавказ |
| 6  | Н    | Алексей Тумаков    | FT6   | 28 августа 1983 (41 год) | ?   | ?     | Л.Ч.О       |
| 7  | З    | Алексей Чесмин     | FT7   | 7 февраля 1986 (39 лет)  | ?   | ?     | Л.Ч.О       |
| 8  | П    | Иван Потехин       | FT8   | 8 апреля 1981 (44 года)  | ?   | ?     | Л.Ч.О       |
| 9  | Н    | Эдуард Рамонов     | FT7   | 26 апреля 1984 (41 год)  | ?   | ?     | Л.Ч.О       |
| 10 | П    | Дмитрий Пестрецов  | FT7   | 21 июля 1989 (35 лет)    | ?   | ?     | Л.Ч.О       |
| 12 | В    | Гурам Чкареули     | FT5   | 6 сентября 1995 (29 лет) | 0   | 0     | Владикавказ |
| 13 | З    | Лаша Мурванадзе    | FT8   | 1 ноября 1982 (42 года)  | ?   | ?     | Л.Ч.О       |
| 14 | П    | Георгий Албегов    | FT5   | 29 апреля 1993 (32 года) | 0   | 0     | Л.Ч.О       |
| 15 | П    | Вячеслав Ларионов  | FT7   | 26 июля 1990 (34 года)   | ?   | ?     | Л.Ч.О       |
| 16 | В    | Владислав Рарецкий | FT5   | 1 апреля 1993 (32 года)  | ?   | ?     | Л.Ч.О       |
| 17 | Н    | Заурбек Пагаев     | FT7   | 13 октября 1993 (31 год) | ?   | ?     | Л.Ч.О       |
| 18 | П    | Александр Кулигин  | FT7   | 5 февраля 1991 (34 года) | ?   | ?     | Л.Ч.О       |
| 23 | Н    | Алексей Боркин     | FT7   | 16 июня 1996 (29 лет)    | ?   | ?     | Л.Ч.О       |

## Видео
- Видеоролик о подготовке сборной России по парафутболу